# Yutyrannus

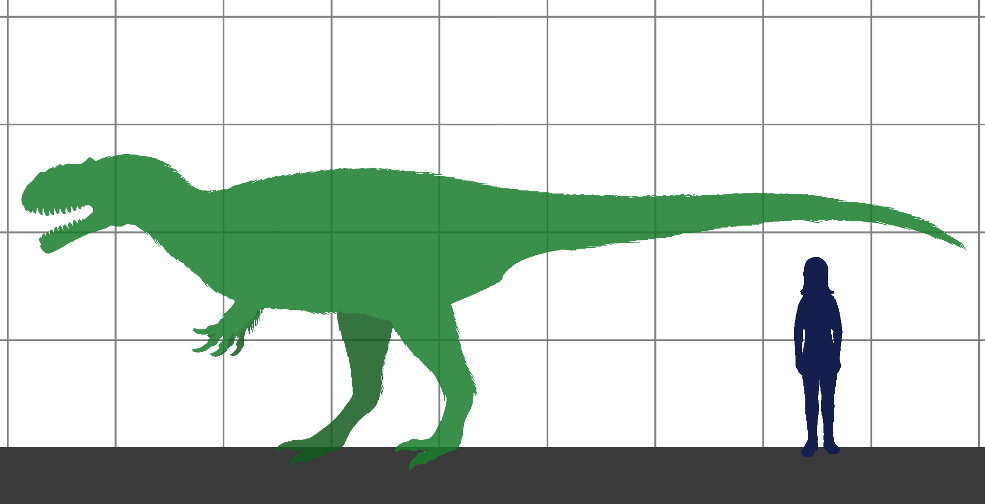
Größenvergleich

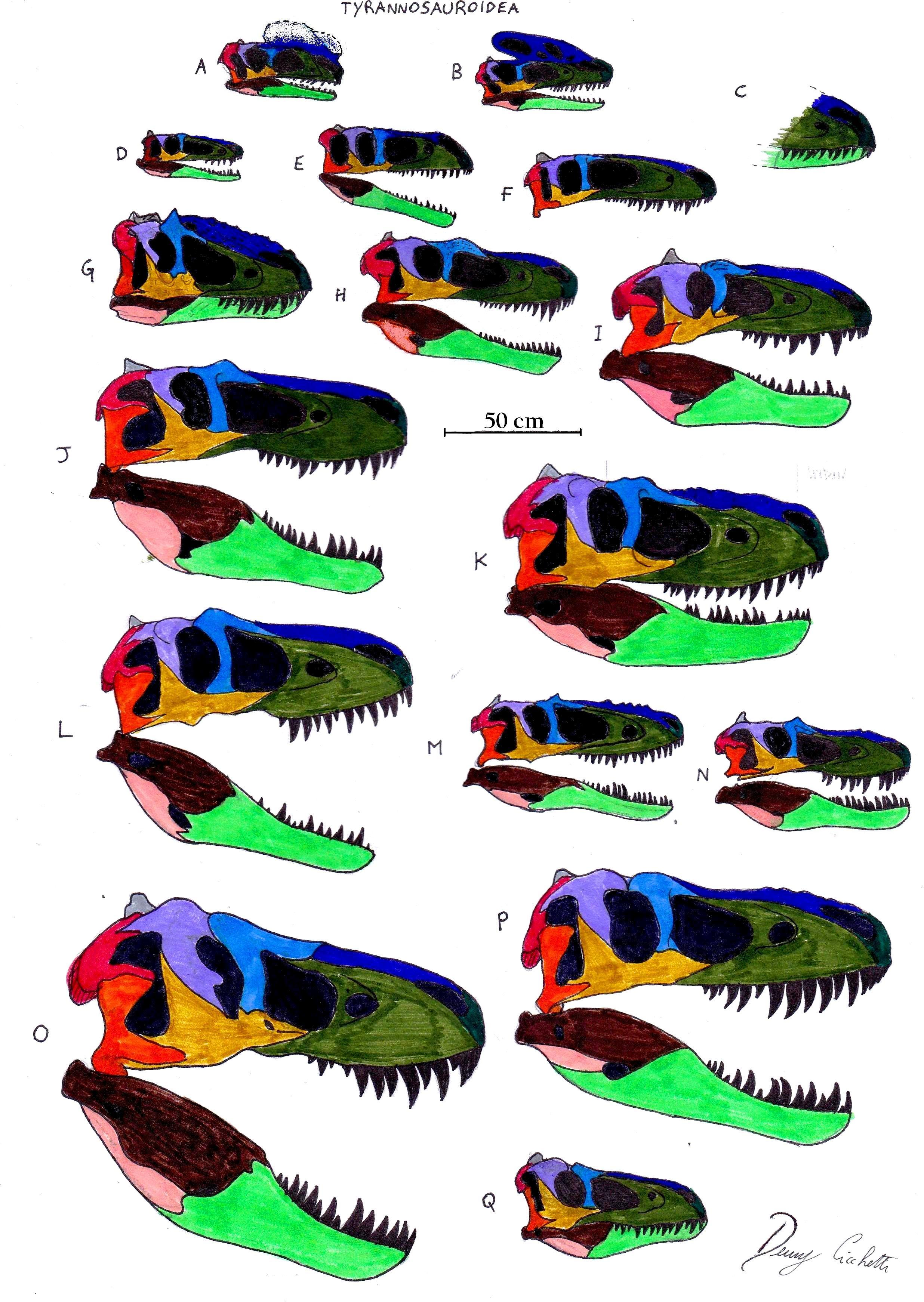
Schädel anderer Tyrannosauriden

Yutyrannus ist eine Gattung fleischfressender theropoder Dinosaurier aus der Gruppe der Tyrannosauroidea. Der bislang einzige bekannte Vertreter der Gattung ist der im April 2012 erstbeschriebene Yutyrannus huali aus der Unterkreide von China. Der Erstfund besteht aus drei fast vollständig fossil erhaltenen Skeletten, die aus der Yixian-Formation (Barremium bis frühes Aptium) in der chinesischen Provinz Liaoning stammen und sich zwei ontogenetischen Stadien zuordnen lassen.
Dieser Dinosaurier erreichte eine Körperlänge von etwa neun Metern und ein geschätztes Gewicht von etwa 1400 Kilogramm. Damit ist er der größte bislang bekannte gefiederte Dinosaurier.

## Merkmale
Yutyrannus huali war ein ca. 9 Meter langer Vertreter der Tyrannosauroidea und steht anatomisch dem Ursprung dieser Gruppe nahe. Der Oberschenkelknochen des Holotyp-Exemplars (Exemplarnummer ZCDM V5000) hat eine Länge von 85 Zentimeter und ist damit länger als der einiger bekannter großer Tyrannosauroiden der späten Kreide, wie etwa Dryptosaurus mit einer Oberschenkelknochenlänge von 77 Zentimetern oder Appalachiosaurus mit etwa 79 Zentimetern. Das Gewicht von ZCDM V5000 wird dabei auf mehr als 1400 Kilogramm geschätzt, die beiden kleineren und wahrscheinlich deutlich jüngeren Paratyp-Exemplare werden auf ein Gewicht von etwa 500 bis 600 Kilogramm geschätzt. Die Körperlänge des größten Exemplars wird auf etwa 9 Meter geschätzt.
Von anderen Tyrannosauroiden unterscheidet sich der Schädel von Yutyrannus huali durch einen runzligen und hohlen Knochenkamm, der von dem paarigen Nasenbein und dem Prämaxillare gebildet wird, sowie durch weitere Schädelmerkmale. Auch das Axialskelett, der Schultergürtel und das Becken weisen spezifische Besonderheiten auf.
Bei allen drei Exemplaren sind Reste der Körperumhüllung erhalten, die aus deutlich erkennbaren Filamenten bestehen. Diese sind im Fall des Holotyp-Exemplars, wo sie im Bereich der Schwanzwirbelsäule erhalten sind, mindestens 15 Zentimeter lang. Bei den beiden Paratypen kommen diese Strukturen, die als filamentöse Federn interpretiert werden, an verschiedenen Stellen des Körpers vor und messen teilweise mehr als 20 Zentimeter. Xu und Kollegen (2012) nehmen auf der Basis dieser Entdeckung an, dass Yutyrannus huali ein Gefieder aus Protofedern ähnlich denen von Dilong und anderen Dinosauriern besaß. Damit ist Yutyrannus huali der größte bekannte gefiederte Dinosaurier; er war etwa 60 Mal schwerer als Sinocalliopteryx und 40 Mal schwerer als Beipiaosaurus.

## Fundort und Fossilien
Yutyrannus huali wurde auf der Basis dreier fast vollständiger Skelette aus der Yixian-Formation bei Beipiao im Westen der Provinz Liaoning in der Volksrepublik China beschrieben. Das Holotyp-Exemplar ZCDM V5000 und einer der beiden Paratyp-Exemplare (ZCDM V5001) werden im Dinosauriermuseum in Zhucheng in der Provinz Shandong aufbewahrt, während das zweite Paratyp-Exemplar ELDM V1001 im Dinosauriermuseum Eren Hot in der Inneren Mongolei archiviert ist. Alle drei Skelette sind fast vollständig, dem ELDM V1001 fehlt der Schwanz.

## Taxonomie und Systematik
Die Gattung Yutyrannus und die darin enthaltene Typusart Yutyrannus huali wurde im April 2012 von einer chinesischen Forschergruppe in der wissenschaftlichen Fachzeitschrift Nature erstmals beschrieben. Die Namensgebung der Gattung erfolgte dabei auf der Basis des aus dem Mandarin stammenden Wortes 羽 yǔ für „Federn“ und dem lateinischen tyrannus für „König“ oder „Tyrann“. Der Artname „huali“ stammt ebenfalls aus dem Mandarin (華麗 (trad.), 华丽 (vereinf.) huálì) und bedeutet „prächtig“.
Die Beschreiber Xu und Kollegen (2012) klassifizieren Yutyrannus als einen basalen (ursprünglichen) Vertreter der Tyrannosauroidea. Somit wird diese Gattung in die Vorfahrenreihe von Tyrannosaurus und Dryptosaurus eingeordnet. Er gilt als Schwestertaxon einer Klade, die alle abgeleiteteren (fortgeschritteneren) Vertreter der Tyrannosauroidea enthält, so den ebenfalls aus der Unterkreide stammenden Eotyrannus, Xiongguanlong, den genannten Tyrannosauridae einschließlich Tyrannosaurus sowie Dryptosaurus.

## Belege
1. ↑  Zhonghe Zhou, Paul M. Barrett, Jason Hilton: An exceptionally preserved Lower Cretaceous ecosystem. In: Nature. Bd. 421, Nr. 6925, 2003, S. 807–814, doi:10.1038/nature01420.
2. 1 2 3 4 5  Xing Xu, Kebai Wang, Ke Zhang, Qingyu Ma, Lida Xing, Corwin Sullivan, Dongyu Hu, Shuqing Cheng, Shuo Wang: A gigantic feathered dinosaur from the Lower Cretaceous of China. (Memento vom 17. April 2012 im Internet Archive) In: Nature. Bd. 484, Nr. 7392, 2012, S. 92–95, doi:10.1038/nature10906, (PDF; 1,8 MB).
3. 1 2  Xing Xu, Kebai Wang, Ke Zhang, Qingyu Ma, Lida Xing, Corwin Sullivan, Dongyu Hu, Shuqing Cheng, Shuo Wang: A gigantic feathered dinosaur from the Lower Cretaceous of China. Supplementary Information. Bd. 484, Nr. 7392, 2012, doi:10.1038/nature10906, (PDF; 961 kB).